# Родники (Татарстан)
Родники — село в Алексеевском районе Татарстана. Административный центр Родниковского сельского поселения.

## География
Находится в западной части Татарстана на расстоянии приблизительно 19 км по прямой юго-юго-восток от районного центра Алексеевское.

## История
Основано не позднее 1699 года, упоминалось также как Шентала по речке Булаку, до 1967 — Лягушкино. В начале XX века здесь существовали волостное правление, Христо-Рождественская церковь (1879 года постройки), школа Братства святителя Гурия.

## Население
Постоянных жителей было: в 1782 — 155 душ мужского пола, в 1859 — 871, в 1897 — 1447, в 1908 — 1754, в 1920 — 1658, в 1926 — 1271, в 1938 — 791, в 1949 — 479, в 1958 — 537, в 1970 — 510, в 1979 — 374, в 1989 — 266, в 2002 — 215 (мордва 85 %), 163 — в 2010.